# 异蕊草
异蕊草（学名：Thysanotus chinensis）为百合科异蕊草属下的一个种。